# Storhet

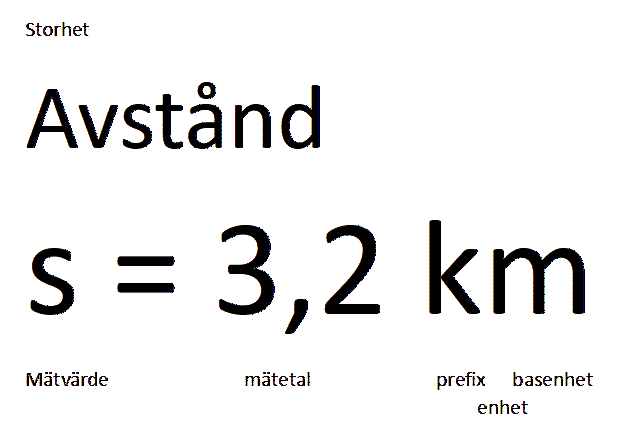
Storhet, mätetal, prefix och enhet

Storheter används inom främst naturvetenskaper för att beskriva kvantitativa egenskaper hos föremål eller fenomen. En storhet har både storlek och dimension, i vissa fall även riktning. Exempel på mätvärden är en resas längd, en persons kroppsvikt eller en bils hastighet. Storhet (dimension) i dessa exempel är längd, massa respektive hastighet.
Alla egenskaper är inte kvantitativa. En persons kön, ögonfärg och om personen lever eller är död är kvalitativa egenskaper och beskrivs därför inte med storheter.

## Intensiva och extensiva storheter
Intensiva storheter är oberoende av storleken på det system som beskrivs. Ett exempel på en intensiv storhet är tryck. Extensiva storheter ökar proportionellt med ett systems storlek. Massa är ett exempel på en extensiv storhet.

## Skalära och vektoriella storheter
Storheter som bara har storlek och dimension kallas skalära. De som dessutom har riktning kallas vektoriella eller vektorstorheter eftersom de kan beskrivas med hjälp av vektorer. Bilens fart är en skalär storhet som brukar visas på fartmätarens skala. Till skillnad från fart betecknar ordet hastighet inom fysiken en vektorstorhet, närmare bestämt kombinationen av fart och riktning. Elektrisk eller magnetisk fältstyrka är också exempel på vektorstorheter.
Skalär storhet: storlek och dimension
Vektorstorhet: storlek, riktning och dimension
En vektorstorhets storlek är aldrig negativ. Föremål kan inte ha negativ utsträckning eller fart. Hela vektorstorheten kan visserligen vara negativ, men då anses minustecknet tillhöra riktningsangivelsen som därmed kommer att peka i motsatt riktning. Att köra i –5 km/h framåt betyder att man backar med +5 km/h.
En del storheter beskriver egenskaper som inte är lika i alla riktningar. Ett brännbollsträ är mycket lättare att snurra längs sin egen axel än att svinga. En sådan riktningsberoende egenskap hos föremålet kan beskrivas med hjälp av en tensor som är en vektor av högre ordning. Storheten kallas då tensorstorhet.
Det finns storheter som är dimensionslösa. En verkningsgrad är förhållandet mellan nyttig och tillförd energi, vilket är ett dimensionslöst tal. Likaså är ett segelflygplans glidtal förhållandet mellan flugen sträcka och förlorad höjd, vilket också saknar dimension. Ofta säger man då att dimensionen är 1.

## Typografi
Storheter betecknas ofta med bokstäver, speciellt när de ingår i ekvationer som uttrycker samband mellan olika storheter. Storhetssymbolerna skrivs med en speciell typografisk utformning. Skalära storheter skrivs liksom matematiska skalärer som bokstäver ur latinska eller grekiska alfabetet i kursiv stil. Vektoriella storheter skrivs precis som matematiska vektorer med upprätt fet stil. Ett alternativt skivsätt för vektorer är kursiverad stil med en pil eller ett streck ovanför.
Newtons andra rörelselag ger ett samband mellan tre storheter, kraften F, massan m och accelerationen a. Både kraft och acceleration har riktning och är därför vektorstorheter, medan massan är skalär. Sambandet kan skrivas:
F = m a
Vanligen används samma bokstav för storheter av samma dimension. F används för kraft (Force), m för massa, a för acceleration och E för Energi. För att hålla isär olika storheter som använder samma bokstav, lägger man till index som skrivs som en mindre nedsänkt bokstav, siffra eller ord i direkt anslutning till storhetssymbolen. Har vi två krafter kan vi kalla dem F1 och F2. Index som själva utgör skalärer eller storheter skrivs med kursiverad stil medan andra index skrivs med rak stil. Exempelvis betecknas värmekapacitet vid konstant tryck cp (storhetssymbolen p för pressure i kursiv stil) medan elektronens massa brukar betecknas me (e för elektron i rak stil).

## Mätetal och enhet
En storhet är inte bunden till någon viss enhet, bara till en dimension. En sträcka har alltså ingen egen preferens att bli uttryckt i tum, meter eller nautisk mil framför någon annan enhet som har dimensionen längd. Men när man ska kommunicera en storlek måste man antingen reproducera den fysiskt eller välja någon lämplig enhet att uttrycka den i. Den nyss fångade fiskens längd kan anges genom att visa med händerna eller med en måttangivelse, exempelvis 87 cm, 0,87 m eller 34 1/4 tum. Vilken enhet man använder påverkar som synes mätetalet trots att fiskens storlek givetvis är densamma. Det betyder att storleksinformationen uppbärs av mätetal och enhet tillsammans, medan dimensionen förmedlas av enheten ensam.
Exempel på värde för skalär storhet:
m = 4 kg
För vektorstorheter måste även riktningen uttryckas. Det kan antingen göras med en enhetsvektor som är en vektor av längden 1 i önskad riktning, eller genom att riktning och storlek slås ihop till en vektor som uttrycker båda delarna samtidigt.
Exempel på enhetsvektor i ett kartesiskt koordinatsystem (x y z):
(0  0  -1)   pekar rakt nedåt
(cos45°  sin45°  0) ≈ (0,707  0,707  0)   pekar i xy-planet med vinkeln 45° från x-axeln
Exempel på vektorstorhet med storlek och riktning separerade eller sammanslagna:
F = 9,81 • (0  0  1) N = (0  0  9,81) N
a = 5 • (0,707  0,707  0) m/s² = (3,535  3,535  0) m/s²
Om alla vektorer i en ekvation har samma riktning kan man skriva och arbeta med dem som skalärer och underförstå riktningen. Ekvationen F = ma kan då förenklas till F = ma.
Även om storheterna själva är oberoende av enhetsval, kräver alla ekvationer som ger samband mellan olika storheter att man använder samstämda enheter. Gör man inte det, måste man lägga till omvandlingsfaktorer för att ekvationerna ska stämma. Internationella måttenhetssystemet (SI) tillhandahåller en komplett uppsättning samstämda måttenheter för storheter inom fysiken.

## Terminologi
Orden storhet, dimension och enhet har flera olika betydelser eller nyanser. Speciellt ordet dimension kan skapa förvirring, eftersom en betydelse används för att skilja storheter för exempelvis massa från storheter av andra dimensioner (storhetsslag), men en annan betydelse används när man anger en riktning med hjälp av de tre rumsdimensionerna. Även i engelskan har alla dessa ord flera betydelser och nyanser. Det är därför vanligt att man på bägge språken gör förtydligande tillägg när så anses nödvändigt.
Några termer på svenska och engelska med vanliga förtydligande tillägg:
| Svenska                      | Engelska                        |
| ---------------------------- | ------------------------------- |
| (fysisk/fysikalisk) egenskap | (physical) property             |
| (fysikalisk) storhet         | (physical) quantity             |
| (fysikalisk) dimension       | (physical) dimension            |
| dimensionslös                | dimensionless / non-dimensional |
| storlek                      | magnitude                       |
| (mått)enhet                  | unit (of measurement)           |